# Korova Milk Bar
(Alex DeLarge, nel film Arancia meccanica)

Alex e i suoi compari al Korova Milk Bar

Il Korova Milk Bar è il bar latteria del film Arancia meccanica di Stanley Kubrick e del romanzo omonimo di Anthony Burgess dove Alex (il protagonista) e i suoi drughi (amici) sono soliti trascorrere le serate prima di una notte di violenze.

## Origine del nome
Il termine "korova" in russo significa "mucca". Il bar serve "latte più" (milk plus in lingua originale), cioè latte addizionato con droghe. All'inizio del libro e del film il protagonista fornisce un vasto elenco di sostanze stupefacenti che un frequentatore abituale del Korova può richiedere di aggiungere al suo latte: vengono menzionati il vellocet, il synthemesc e il drencrom (adrenocromo); un'altra delle maniere menzionate per bere il latte «è con i coltelli» (probabile riferimento all'amfetamina). Tale bibita, come spiega lo stesso Alex, rende chi la beve "robusto e disposto all'esercizio dell'amata ultraviolenza" (This would sharpen you up and make you ready for a bit of the old Ultra-Violence).

## Storia
Nel film, il bar ha diverse statue di donne nude che servono latte dalle mammelle, ispirate all'opera Hatstand, Table and Chair ("Appendiabiti, tavolo e sedia") dell'artista pop Allen Jones, ma realizzate su commissione da Liz Jones in seguito al rifiuto di Allen Jones di realizzare dei propri pezzi su invito dello stesso Kubrick. La scelta di adoperare tavolini a forma di donna e statue di donne nude non è casuale, ma rappresenta la concezione di Stanley Kubrick sull'erotismo. Egli considerava l'elemento erotico una proiezione di ciò che sarebbe potuto accadere negli anni a venire: l'avvento dell'arte erotica come arte popolare.
A tale proposito, il critico Robert Hughes, in un articolo pubblicato sul Time nel 1971, definì gli elementi scenici del bar "oggetti culturali liberati da ogni potere di comunicazione", mentre Justin Smith, proseguendo il discorso di Hughes, parla di "simboli eterni, pieni di rumore eppure privi di significato; piuttosto, bloccati nel circuito di un'iterazione senza fine, iper-significanti".

## Influenza culturale
- L'ambiente trasgressivo e le sostanze che vi si servono hanno fatto del Korova Milk Bar un cult, al punto da fornire ispirazione per diversi locali reali in varie città del mondo: a volte con la sola citazione del nome o di nomi ad esso legati (es. Lattepiù), altre volte con il vero e proprio tentativo di ricostruirne le caratteristiche estetiche.[5]